# Rebaudengo
Rebaudengo (Rebaudengh in piemontese) è un quartiere della Circoscrizione 6 di Torino, situato nella periferia nord della città.

## Sviluppo e collocazione
È delimitato:
- a nord dal torrente Stura di Lanzo
- a est dal parco Stura e da corso Giulio Cesare
- a sud dalle vie Gottardo e Sempione (all'altezza del vecchio "trincerone ferroviario")
- a ovest dal passante ferroviario di Torino e dal Raccordo autostradale 10 Torino-Caselle

Sorto lungo l'asse di Corso Vercelli, con epicentro in Piazza Conti di Rebaudengo, il quartiere confina dunque con Pietra Alta (lato nord, oltre la Stura di Lanzo), Regio Parco (lato est), Barriera di Milano (lato sud) e Borgata Vittoria (lato ovest).
Polo di maggior aggregazione sociale è l'Oratorio salesiano Rebaudengo, sito in Corso Vercelli, costruito tra il 1929 ed il 1934 su progetto dell'architetto salesiano Giulio Valotti e finanziato in gran parte dal Conte Eugenio Rebaudengo, Senatore del Regno.
Si trovano all'interno del quartiere il Parco Sempione e la moderna Stazione di Torino Fossata-Rebaudengo.
In piazza Rebaudengo, lato nord, si trova uno delle poche testimonianze rimaste di edificio del Dazio di prima categoria nella città di Torino, resto della seconda cinta daziaria del 1912, istituita durante il mandato del Sindaco Teofilo Rossi di Montelera.
Nel mese di maggio 2016 un bando denominato "PORTE AD ARTE", voluto dalla Soprintendenza alle Belle Arti e Paesaggio di Torino e coordinato dalla "Fondazione Contrada Torino Onlus", in collaborazione con la Direzione Cultura della Città di Torino – Servizio Arti Visive, Cinema e Teatro e la Consulta per la Valorizzazione dei Beni Artistici e Culturali di Torino ha selezionato una serie di proposte per realizzare un'opera di "Street art" sui muri dell'edificio del Dazio. Nel settembre 2016 una giuria mista di residenti ed esperti ha selezionato il progetto vincente presentato da Alessandra Carloni, che nel mese di ottobre 2016 ha eseguito e terminato l'opera.

Nel lato ovest della piazza si trova il quartiere INA-Casa, costruito nell'anno 1950, composto da 13 fabbricati uguali, disposti a pettine, con aree verdi comuni, importante intervento di edilizia popolare pubblica degli anni cinquanta nell'area del quartiere. 
Il lato nord del quartiere Rebaudengo, compreso tra via Oxilia e il torrente Stura di Lanzo ospita un piccolo rione chiamato dai suoi abitanti "La Fossa". Il rione si sviluppa intorno all'asse di via Giovanni Cena, sede di un piccolo mercato in progressiva estinzione, e si caratterizza per la variegata tipologia di costruzioni che sorgono sul territorio.
 A fianco di piccole casette (molte delle quali costruite prima della guerra ed ora ristrutturate) si ergono edifici realizzati nelle varie epoche, dai grandi palazzi anni sessanta alle recenti costruzioni di fine anni novanta.
Il rione è sede della scuola elementare "Erich Giachino" e dell'ITI "Russel-Moro" e vi è inoltre presente un'area verde attrezzata in via Vistrorio, intitolata nel giugno 2012 all'economista Claudio Napoleoni.
Altra area verde molto frequentata è lo spazio di forma triangolare, con giochi per bambini, compresa tra via Botticelli e corso Taranto, con vertice sulla piazza Rebaudengo, intitolato al pittore Giacomo Jaquerio.
In via Oxilia era presenta la cascina di origine cinquecentesca denominata "La Voghera", abbattuta negli anni '80 per costruire un moderno condominio.

## Galleria d'immagini

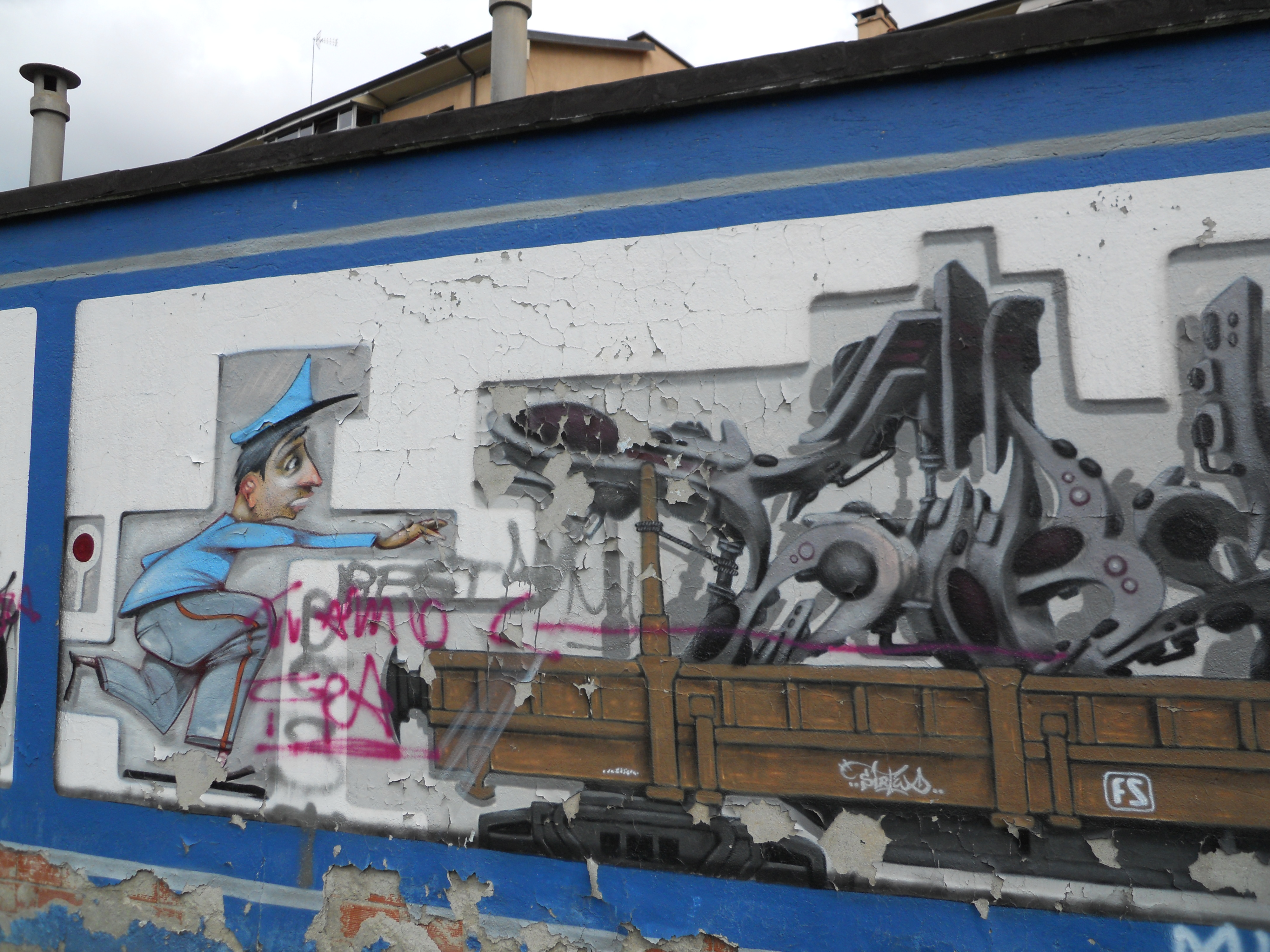
Murales comparso nei giardini vicino alla Stazione Rebaudengo
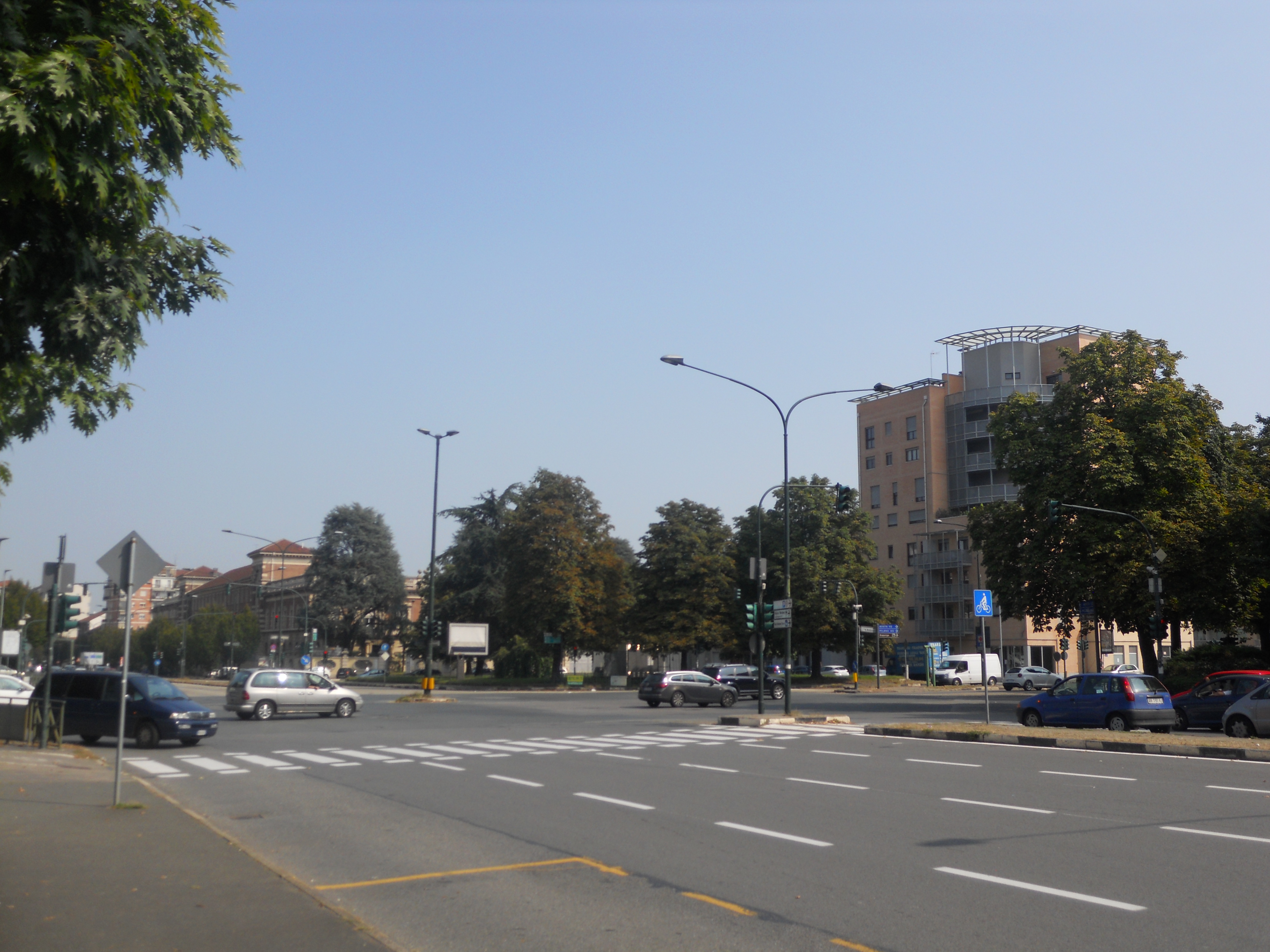
Piazza Rebaudengo
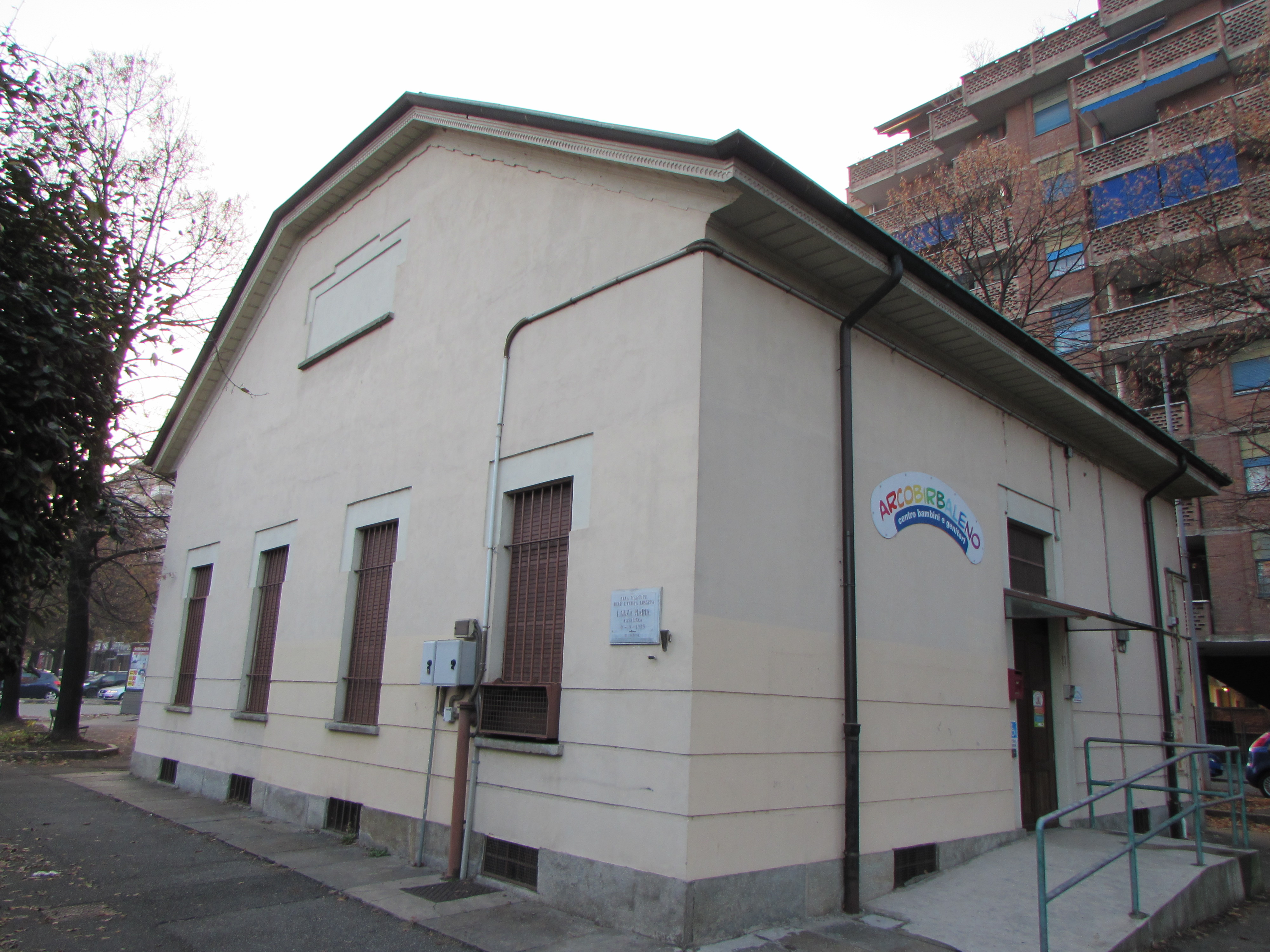
Edificio Dazio in Piazza Rebaudengo
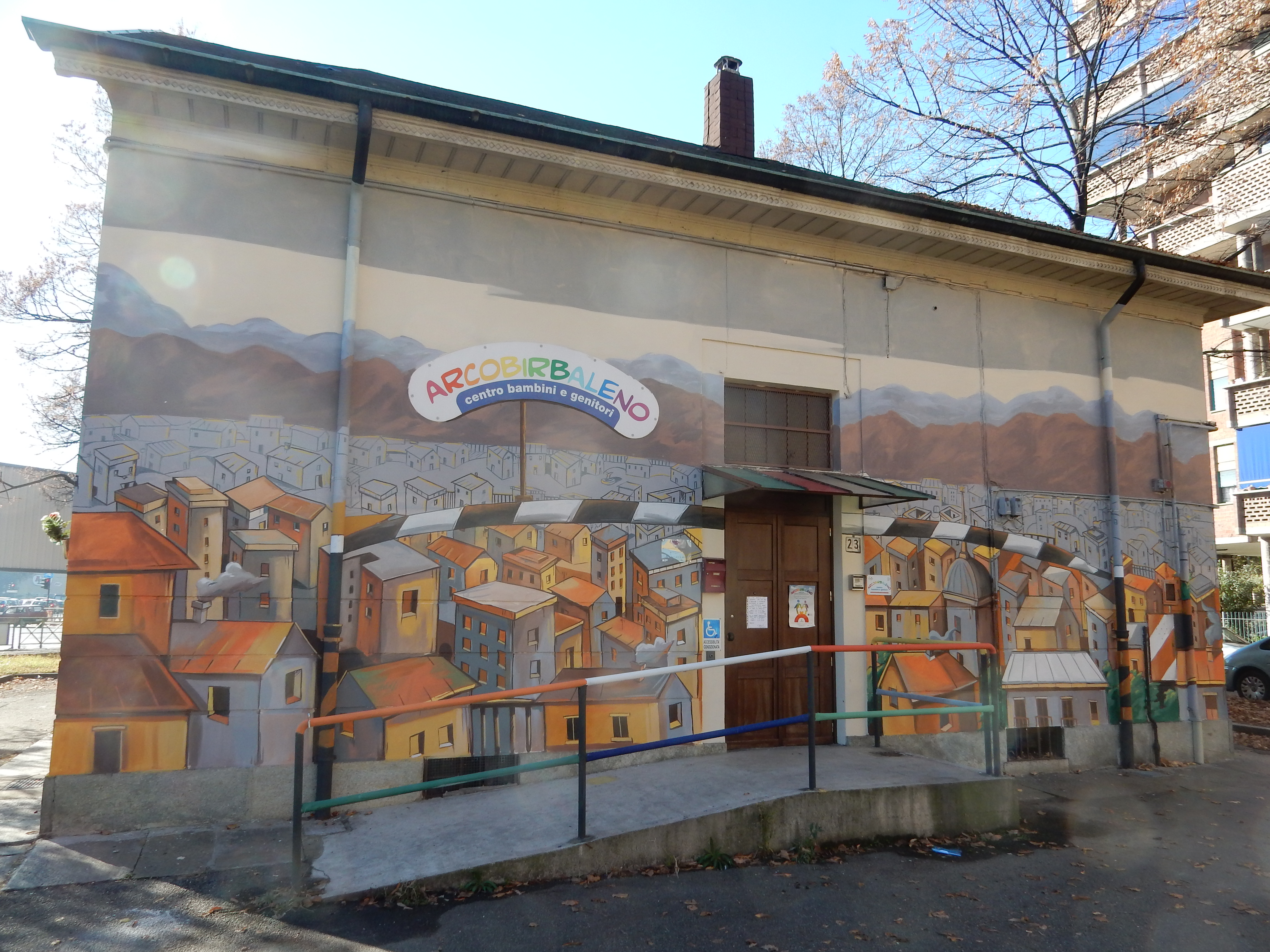
Edificio Dazio dopo intervento di "Street Art"
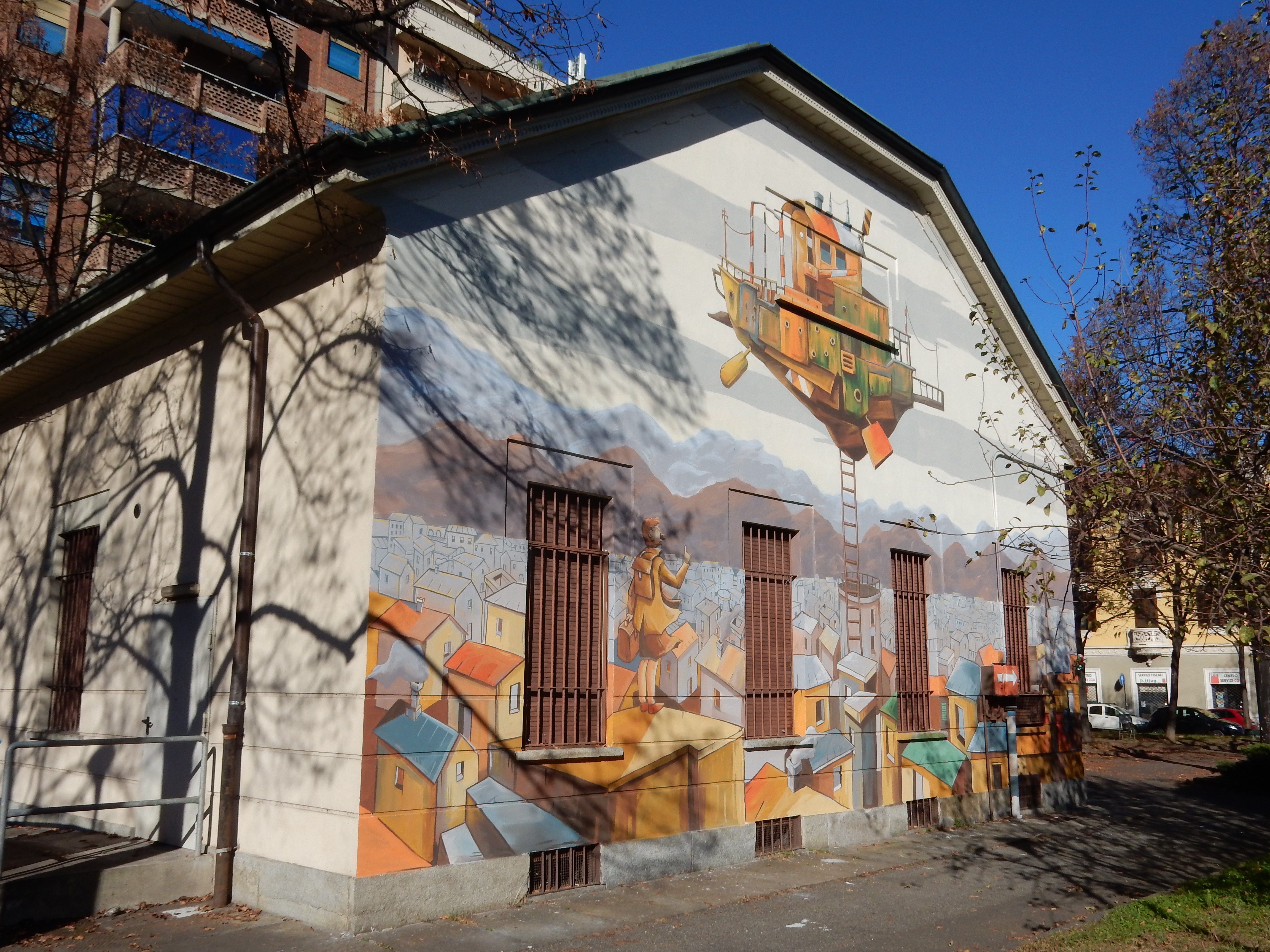
Edificio Dazio dopo intervento di "Street art"
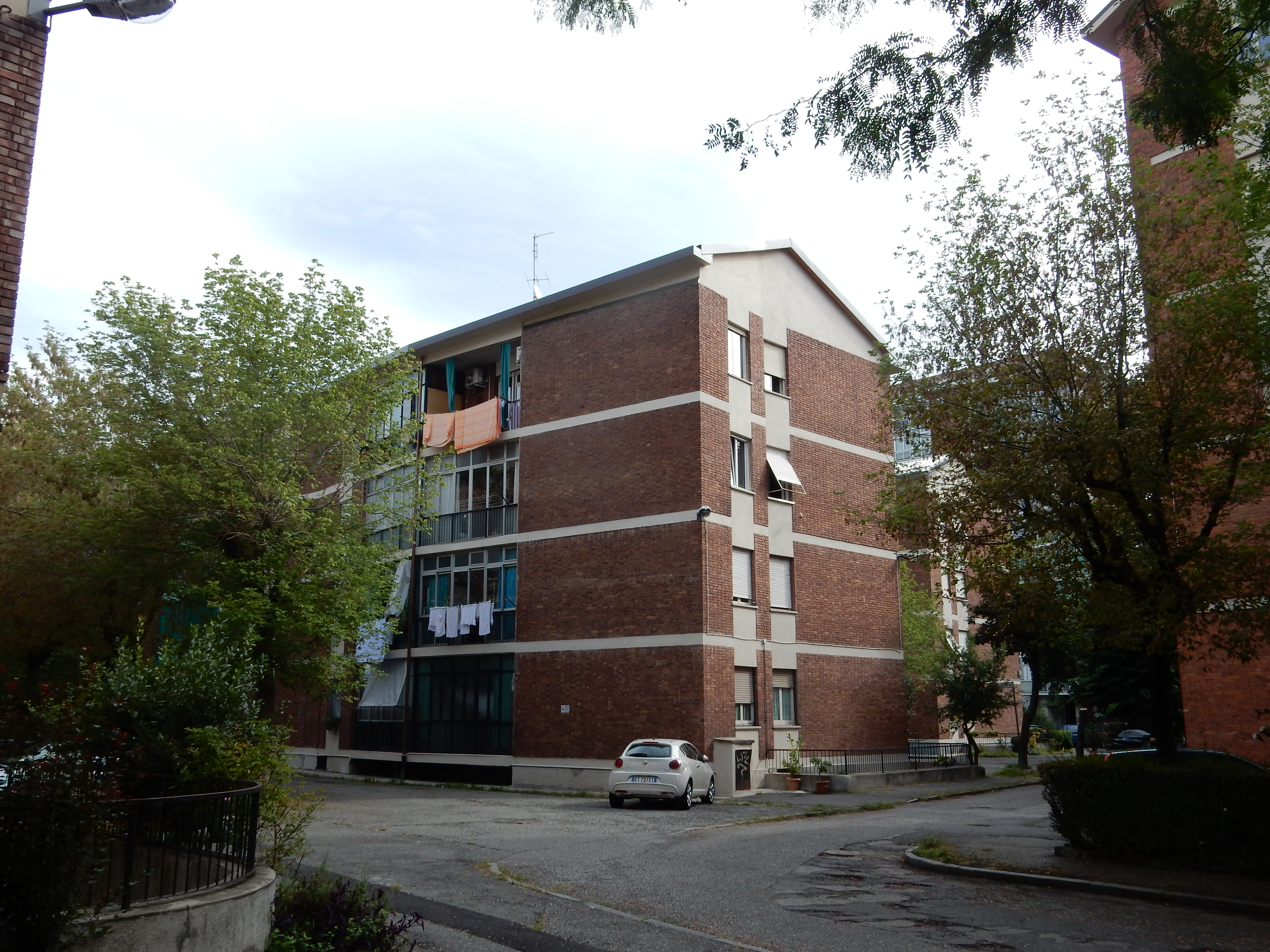
Quartiere Case INA
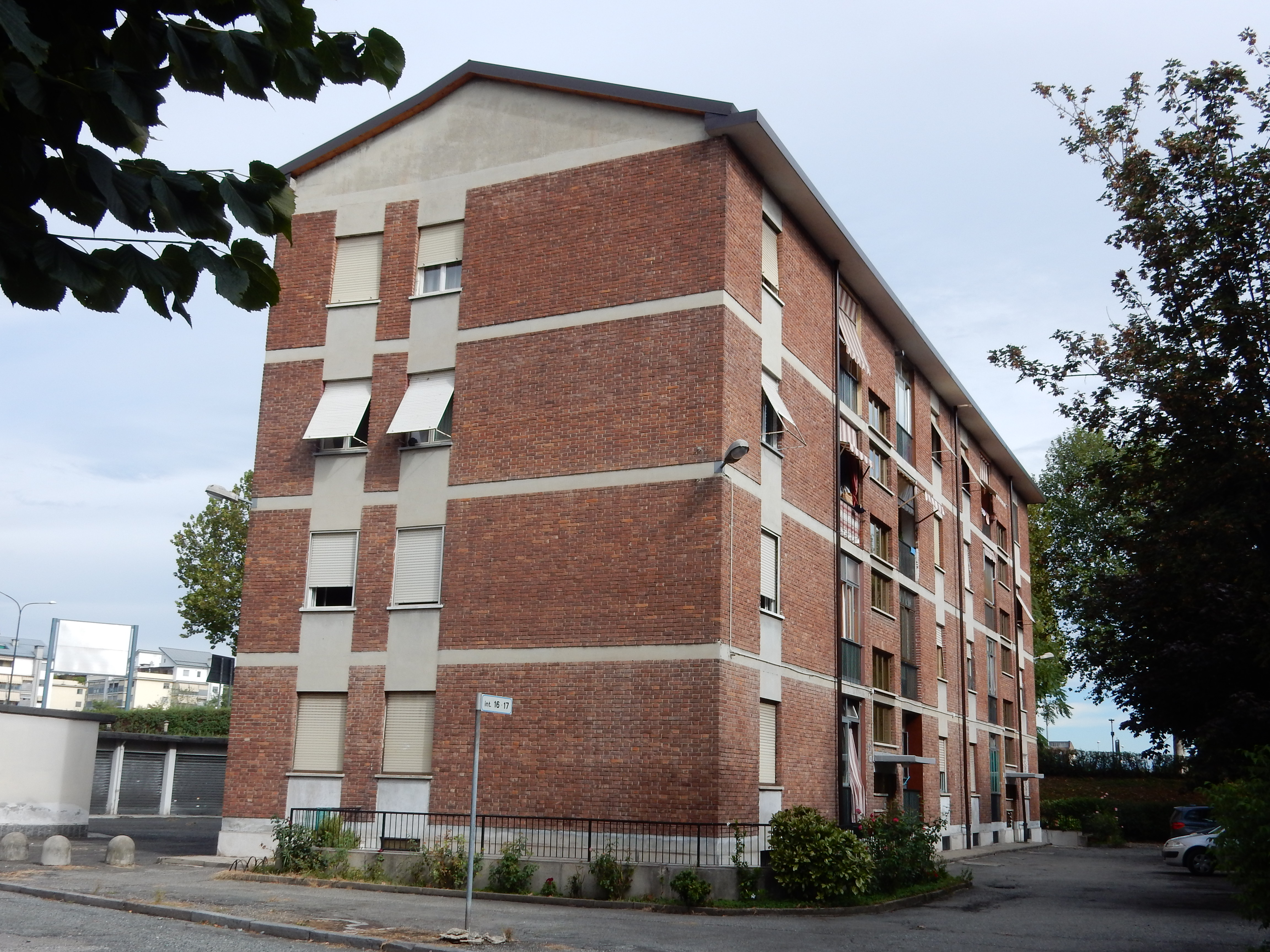
Tipologia abitazione INA case
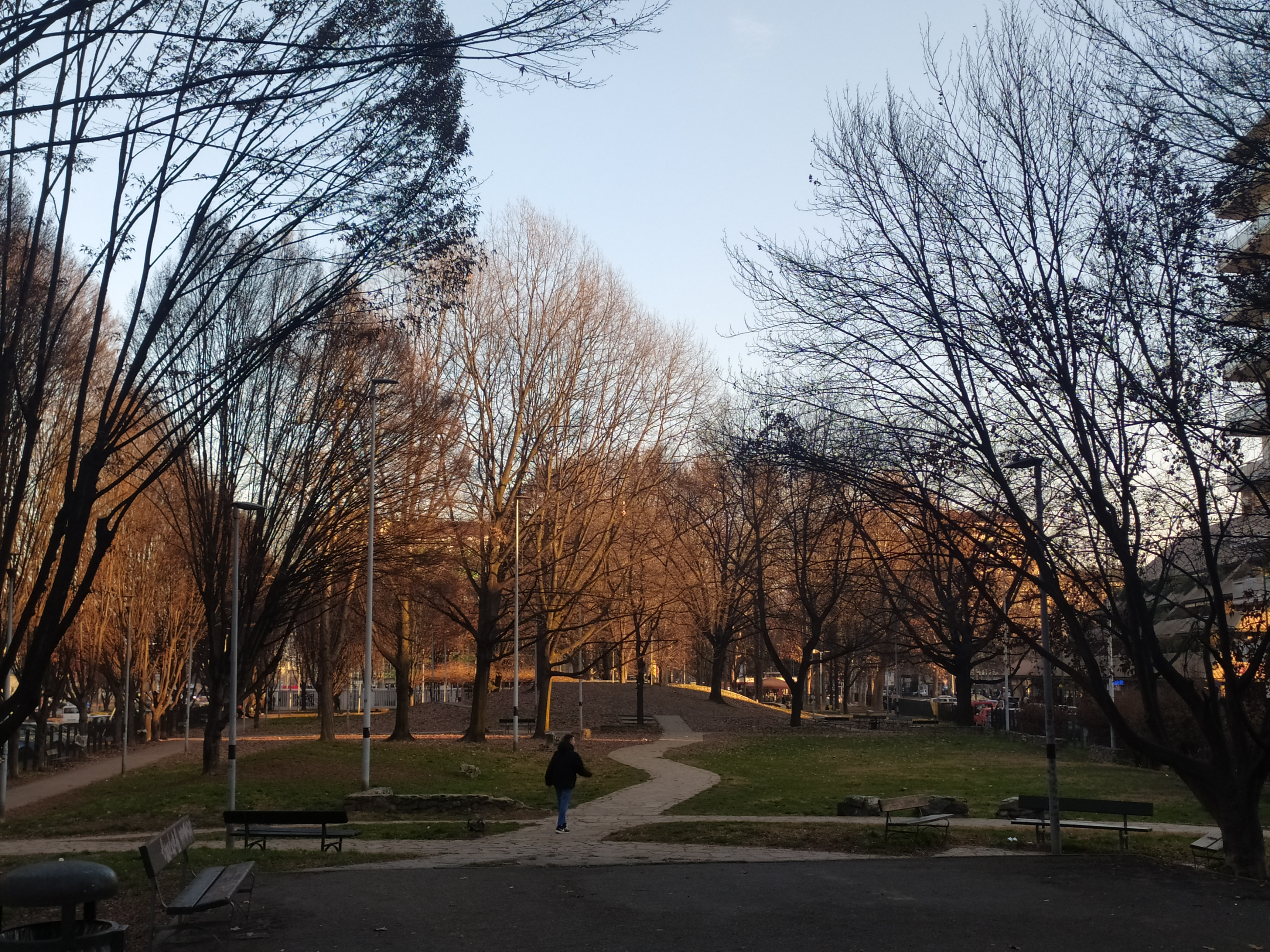
Veduta invernale Giardino Jacquerio